# ВсеИнструменты.ру
ВсеИнструменты.ру — российский онлайн-гипермаркет товаров для дома, дачи, стройки и ремонта. В 2015 году занял 18-е место в рейтинге самых дорогих компаний Рунета по версии Forbes. В 2020 году компания получила 3-е место среди DIY-онлайн-магазинов и 12-е место в рейтинге «Топ-100 крупнейших интернет-магазинов России» по версии исследовательского агентства Data Insight.

## История компании
Компания основана в 2006 году студентами Московского физико-технического института Виктором Кузнецовым и Николаем Гудовских, позже к ним присоединился Александр Гольцов. В 2007 году в интернет-магазине было представлено более 4000 наименований инструментов и станков, в 2009 году ассортимент вырос в 3 раза, в том числе появилась садовая техника. В 2009 году в Москве был открыт первый офлайн-магазин сети. В 2010 году в ассортимент вывели новые категории товаров: силовая и климатическая техника, строительное и складское оборудование.
В 2014 году ассортимент магазина составлял уже 40 000 позиций. Ежемесячно на сайт заходило более 1,5 млн уникальных пользователей.
В 2015 году компания вывела на рынок собственные торговые марки, наибольшую популярность из которых получила ТМ Inforce.
В 2017 году открыт пилотный проект по аренде инструмента. В 2020 году он выделился в отдельный бренд «ВиРент».
С 2017 года компания начала активное сотрудничество с DIY-блогерами. Были использованы прямые рекламные интеграции, создавались долгосрочные спецпроекты: «Дикий DIY», «РемONт» и другие. С 2019 года ежегодно проводится премия «Лучший DIY-блогер». Это позволило за 4 года увеличить число подписчиков на YouTube с 20 до 128 тыс., в Instagram — c 3 до 200 тыс..
В 2020 году была закрыта крупнейшая сделка в истории российских складов: компания «ВсеИнструменты.ру» подписала соглашение на строительство более чем 180 000 м² складских площадей в Домодедово. Переезд на новый склад состоялся в октябре 2021 года.
В апреле 2020 года была запущена работа в формате маркетплейса, но компания маркетплейсом не является. Это упростило сотрудничество с малым и средним бизнесом, экстренно искавшим новые каналы сбыта в связи с пандемией.
По версии Similarweb, на октябрь 2021 года компания занимала 13-е место среди мировых сайтов в категории Home and Garden. Ежедневно на сайт заходило свыше 600 000 посетителей. В каталоге было представлено свыше 1 млн наименований товаров. По всей России открыто более 700 торговых точек. В январе 2025 года сайт Всеинструменты.ру был уже пятым в списке Similarweb.
Летом 2024 года компания провела IPO на Московской бирже.

## Собственники
Совладельцы (данные компании на 31.12.2021): Haverburg Enterprises Limited (100 %, бенефициары — Виктор Кузнецов и Александр Гольцов).

## Финансовые показатели
В 2020 году выручка компании составила свыше 36,5 млрд рублей без НДС. По сравнению с 2019 годом она выросла на 58%.
По итогам 2021 года выручка ООО «ВсеИнструменты.ру» составила 56.19 млрд руб при чистой прибыли в 393.76 млн рублей.
В 2023 году выручка компании составила 132,7 млрд рублей (+53% к 2022), чистая прибыль — 3,7  млрд рублей (+48%).

## Рейтинговые оценки
- Рейтинговое агентство АКРА присвоило в 2024 году ООО «ВсеИнструменты.ру» рейтинговую оценку A-(RU) со стабильным прогнозом, в 2025 году рейтинг был подтверждён[20].